# Академический нагрудный знак

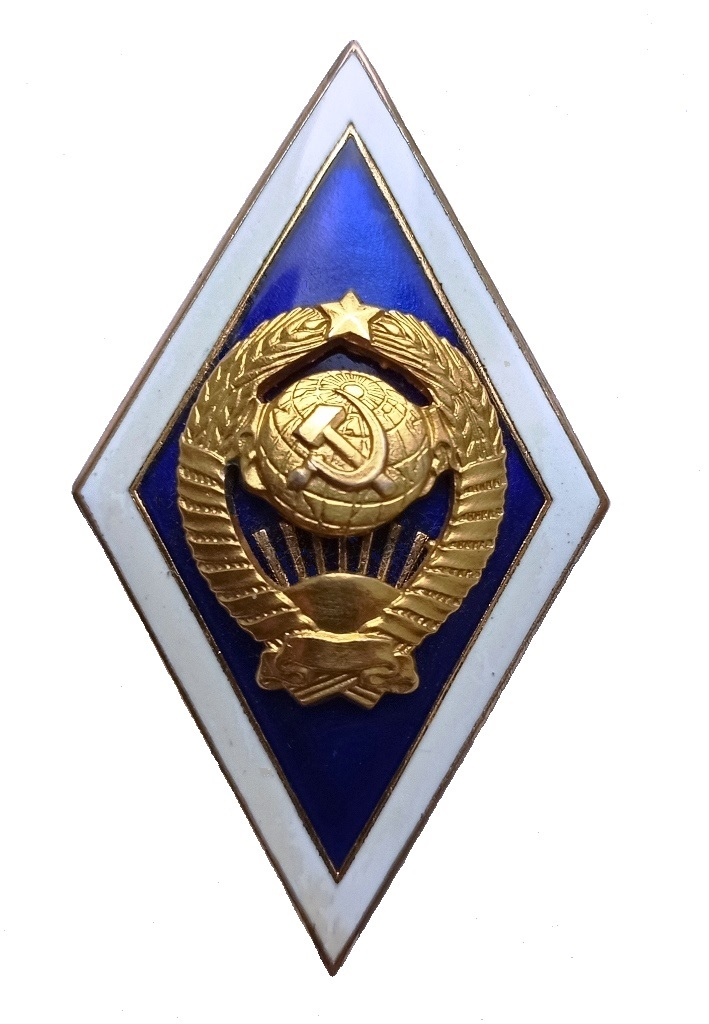
Академический нагрудный знак выпускников университетов СССР

Нагру́дный академи́ческий знак — нагрудный знак различия для лиц, окончивших ВУЗ.

## История появления
Российская империя
Нагрудные знаки об окончании учебных заведений появились в Российской империи в XIX веке. Сначала были учреждены знаки отличия для лиц, окончивших военные академии Российской империи, что породило сам термин «академические знаки».
Из гражданских учебных заведений первые специальные знаки подобного рода были учреждены для лиц, удостоенных Императорскими российскими университетами учёных степеней магистра и доктора. В 1889 году был введён жетон для окончивших курс Императорских российских университетов. Образец знака, появившийся в 1899 году, стал прообразом современных академических знаков. Он представлял собой вытянутый по вертикали, покрытый эмалью ромб, увенчанный двуглавым орлом. Поверх ромба располагался синий эмалевый крест с лавровым венком наверху.
СССР
Революции (перевороты февральский, октябрьский) 1917 года повлекли за собой отмену прежних наград и знаков отличия. Однако в 1940 году в СССР были образованы ремесленные училища, по окончании которых выдавался знак в виде небольшого слегка выпуклого ромба, покрытого синей эмалью с белыми эмалевыми полосками по краям и позолоченными бортиками. В центре знака, на фоне синей эмали, располагалось символическое изображение отрасли народного хозяйства.
4 сентября 1945 года указом президиума Верховного Совета СССР были введены нагрудные знаки для лиц, окончивших государственные университеты. Знак в виде покрытого эмалью синего ромба в белой окантовке с позолоченными бортиками и наложенным изображением советского герба было положено носить на правой стороне груди ниже орденов и медалей СССР.
Постановлением Совмина № 1375 от 20 декабря 1958 года были установлены знаки об окончании прочих высших и средних специальных учебных заведений. Приказом Министерства высшего и среднего специального образования СССР № 123 от 8 апреля 1961 года «О введении нагрудных академических знаков для окончивших советские высшие учебные заведения» была установлена единая форма нагрудных академических знаков СССР.
Согласно прилагаемому к приказу описанию, «нагрудный академический знак для лиц, окончивших советские высшие учебные заведения, имеет форму слегка выпуклого ромба, покрытого эмалью цвета в зависимости от типа высшего учебного заведения, причём на краю ромба расположены белые эмалевые полоски, окаймленные золотистыми бортиками. В верхней части знака на фоне эмали помещается накладное золотистого цвета изображение герба СССР. В нагрудном академическом знаке университетов накладное позолоченное изображение герба СССР помещается в центре знака. В нижней части знака помещается эмблема высшего учебного заведения данного типа. На оборотной стороне знака имеется винт с гайкой для прикрепления знака к одежде». Также был установлен размер знака 46 мм по вертикали и 26 мм по ширине.
Схожие нагрудные отличительные знаки, но с щитом шестиугольной формы, размерами 40×25,5 мм и без названия «академический» с 1966 года устанавливались для выпускников ссуз со средним спецобразованием, в том числе для выпускников закончивших ссуз ранее этого года по их заявлению и подтверждению обучения.

## Цвета и эмблемы академических нагрудных знаков
- Университеты — цвет эмали синий, эмблема отсутствует.
- Технические вузы — цвет эмали синий, эмблема — скрещённые французский ключ и молот.
- Сельскохозяйственные вузы — цвет эмали зелёный, эмблема — сноп пшеницы.
- Педагогические и библиотечные вузы — цвет эмали голубой, эмблема — раскрытая книга.
- Юридические, экономические, физкультурные и другие гуманитарные (в том числе и партийные, кроме университетов марксизма-ленинизма) вузы — цвет эмали светло-синий, эмблема — раскрытая книга.
- Медицинские вузы — цвет эмали красный, эмблема — чаша со змеёй.
- Вузы искусства — цвет эмали тёмно-красный, эмблема — лира, перекрещённая кистью и пером.

Примерно до 1968 года институтские знаки изготавливались из бронзы с нанесением горячей эмали — основа-ромб, герб со штифтом, удерживающая герб гайка с прокладкой, накладная эмблема вуза на штифтах, закрутка для прикрепления к одежде.
Примерно с 1968 по 1988 год основа знаков и накладные элементы штамповались из легкого металла и применялась холодная ювелирная эмаль, с 1988 года знаки стали цельноштампованными, без накладных деталей.
На знаках технических и финансовых вузов в легком накладном варианте применялась гильошировка (насечка) поля знака под прозрачной синей и темно-голубой эмалью, аналогичная гильошировка использовалась под красной эмалью медицинских ромбов.
Голубая эмаль педагогических ромбов и салатовая сельскохозяйственных была непрозрачной.
В просторечии академические ромбы именовались «поплавками» — высшее образование поможет «не утонуть» в жизни.
Пятиугольные знаки ССУЗ именовались также «гробиками».
Несмотря на то, что вид знаков был един, многие вузы (в первую очередь, технические) выдавали академические знаки, вид которых отличался от установленных, как правило, на знаке указывалось сокращённое название вуза:
- Нагрудный знак для лиц, окончивших высшие военно-учебные заведения Вооружённых Сил СССР имел те же размеры, что и нагрудные знаки гражданских вузов. Знак покрывался светло-синей эмалью, однако полоски по краю ромба полоски были серебристого цвета, а в центре знака на фоне эмали располагалась пятиконечная звезда, покрытая рубиново-красной эмалью; фацет звезды посеребрён; поверх звезды наложено позолоченное изображение герба СССР.
- Университеты марксизма-ленинизма — цвет эмали мог быть красным, светло-синим, тёмно-синим, эмблемы могли быть разными — профили Маркса и Ленина; профили Маркса и Ленина на фоне Земного шара и др. Дополнительно могли быть изображены раскрытая книга или раскрытая книга с буквами УМЛ, раскрытая книга со словами «Университет марксизма-ленинизма» и др. Могло быть нанесено название города. Изображение герба СССР могло отсутствовать. Могло быть изображение серпа, молота и звезды. Изображение зависело от вуза, которым знак был выдан.

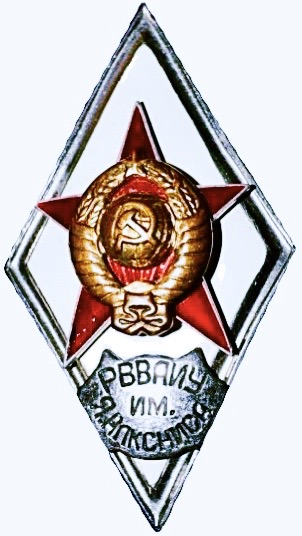
Академический нагрудный знак слушателей, окончивших РВВАИУ имени Якова Алксниса, выпуск 1972 года
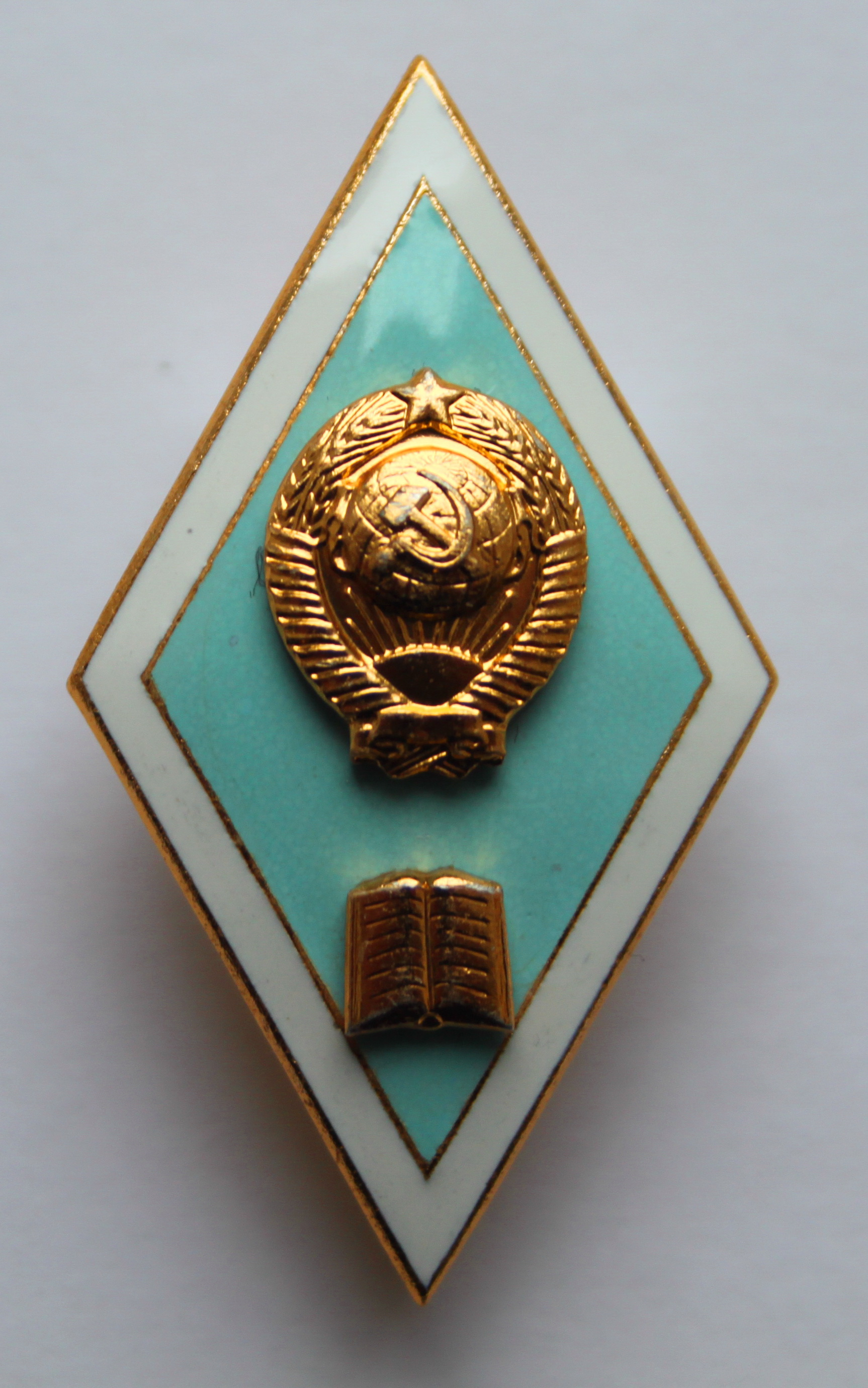
Знак выпускника педагогического вуза
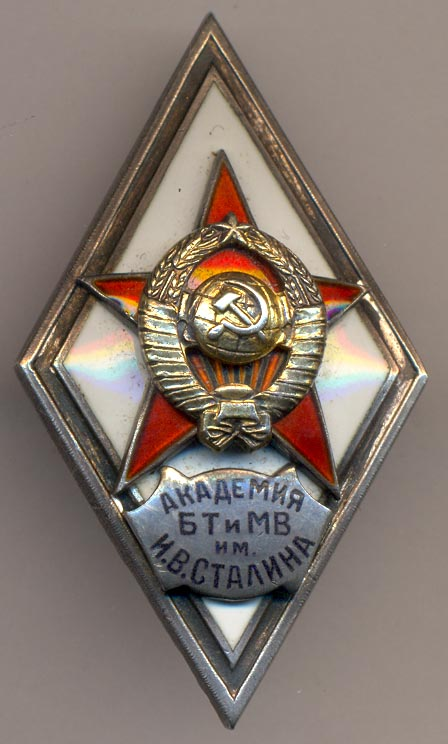
Знак для лиц, окончивших высшие военно-учебные заведения ВС СССР — военных академий (и приравненные к ним), образец 1950 года
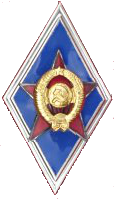
Знак выпускника высшего военно-учебного заведения (институт, высшее военное училище)
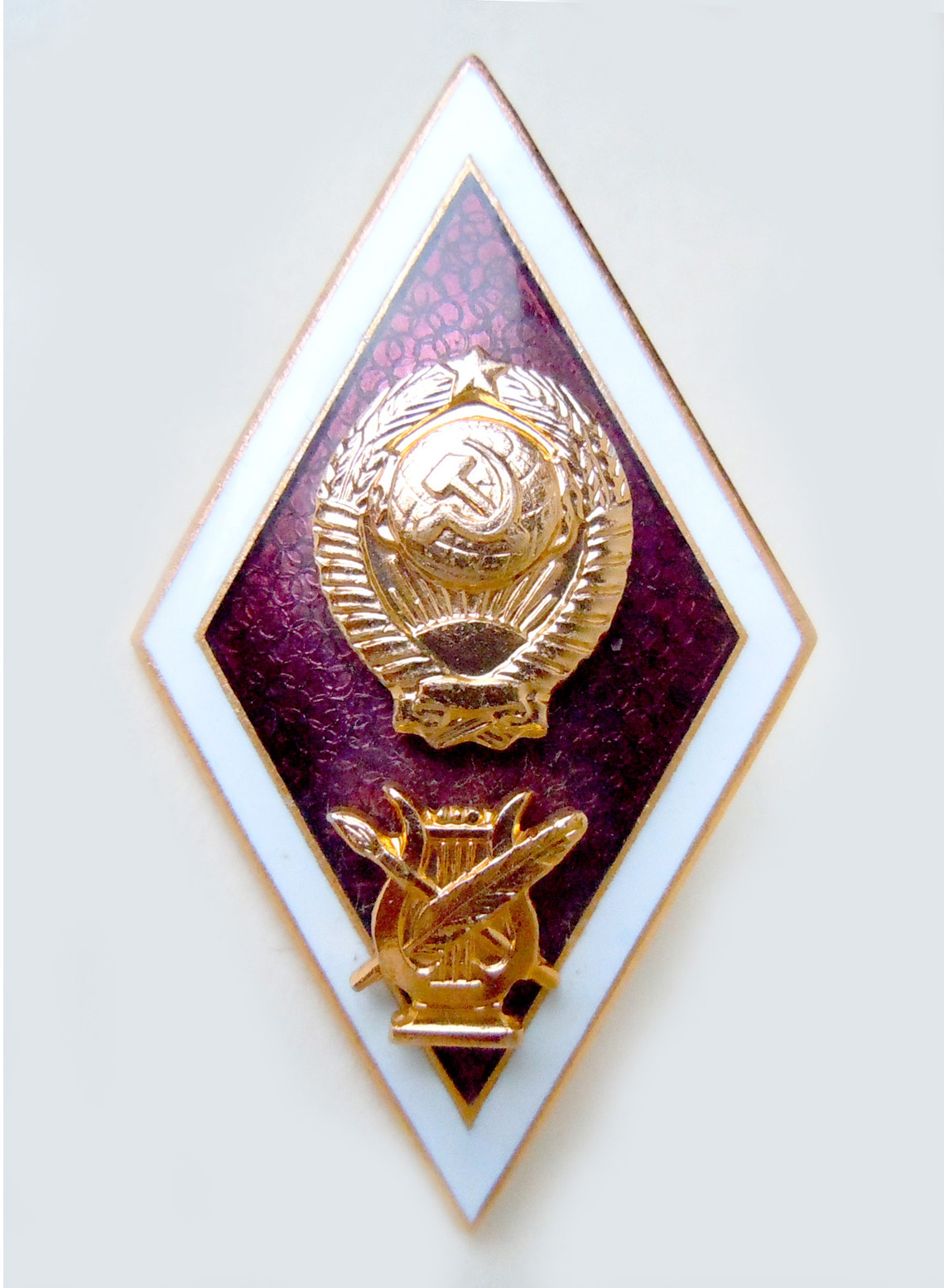
Знак выпускника вуза искусства
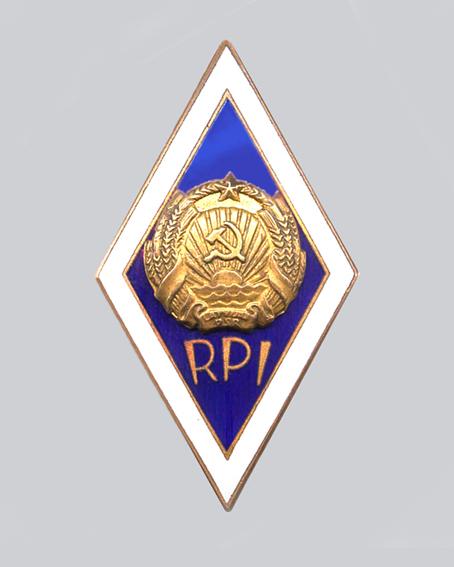
Знак выпускника Рижского политехнического института
Академический знак выпускника Московского Авиационного Института (СССР)

## Академические нагрудные знаки в современной РФ
После распада СССР, в рамках отмены нормативных правовых актов СССР, действовавшие ранее положения о нагрудных знаках об образовании утратили свою силу, с 2013 года — об окончании ссуз (приказом Минобрнауки РФ от 29 ноября 2013 года № 1296 «О признании недействующими на территории Российской Федерации некоторых правовых актов СССР и признании утратившими силу некоторых правовых актов РСФСР в сфере образования»), с 2016 года — академические об окончании вуз (приказом Минобрнауки РФ от 25 мая 2016 года № 620 «О признании утратившими силу отдельных правовых актов РСФСР и признании не действующими на территории Российской Федерации отдельных правовых актов СССР в сфере образования»). Однако многие вузы по традиции продолжают вручать нагрудные знаки своим выпускникам. Постсоветские академические нагрудные знаки в целом продолжали следовать советским положениям с заменой советской символики на российскую и добавлением элементов символики учебного заведения. В начальный период постсоветской РФ, в 1990-е годы выдавались нагрудные отличительные знаки об образовании советского образца.

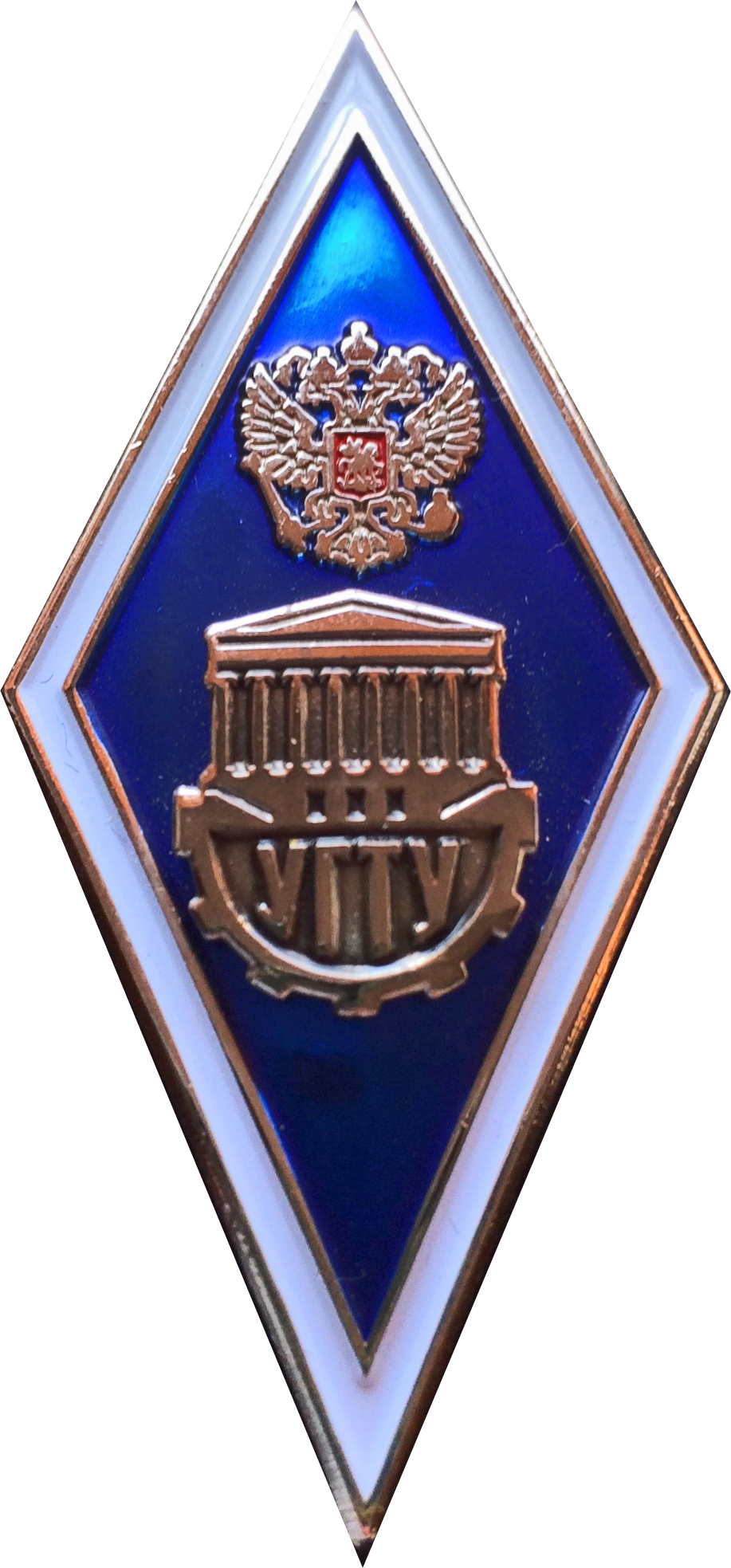
Российский академический нагрудный знак выпускника УГТУ-УПИ
Российский академический нагрудный знак выпускника МАИ (Россия)
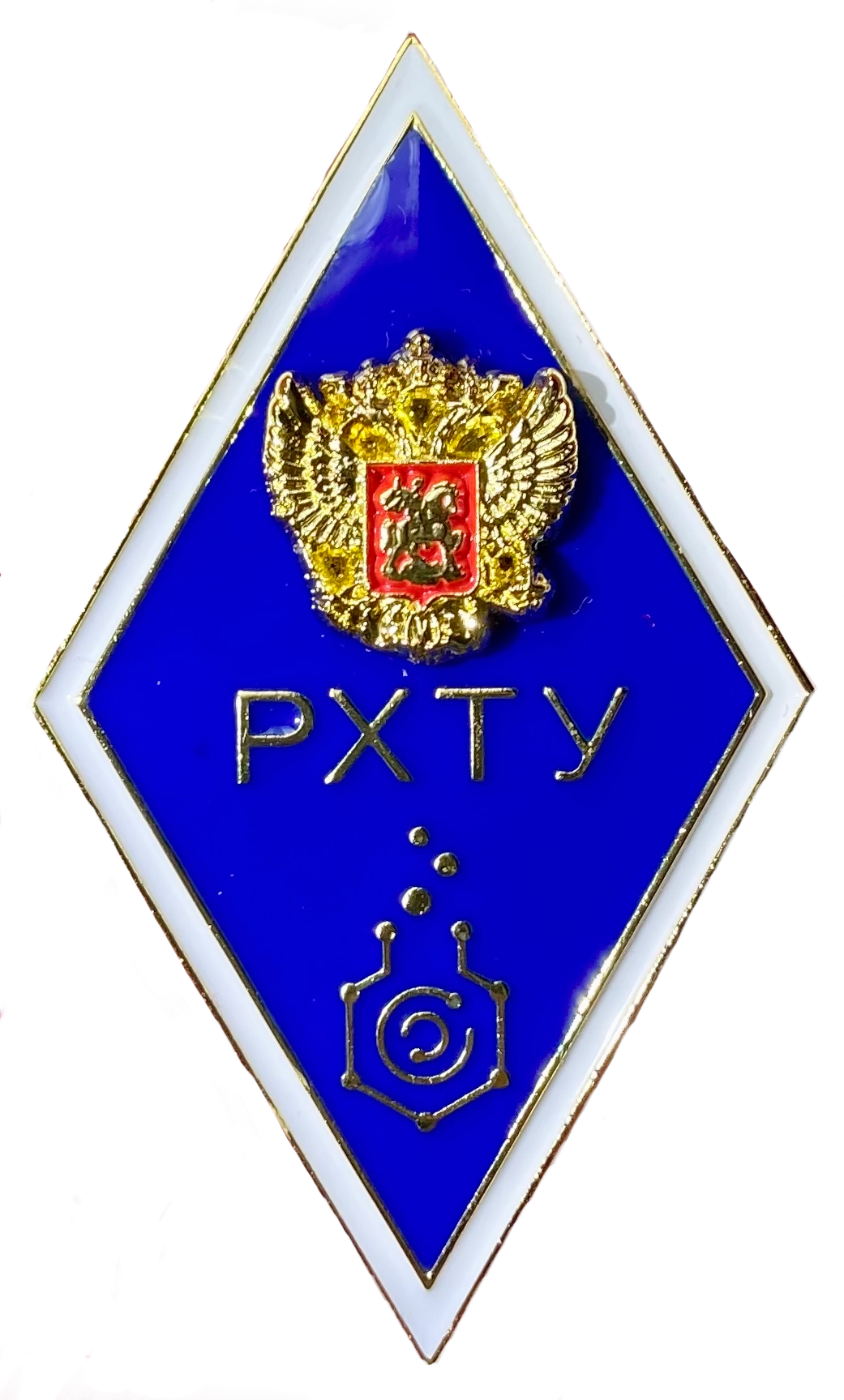
Российский академический нагрудный знак выпускника РХТУ им. Д.И. Менделеева
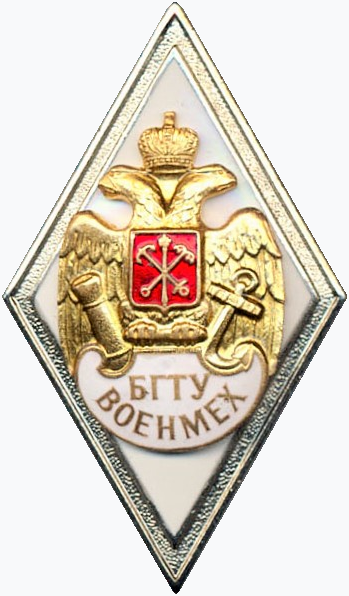
Российский академический нагрудный знак выпускника БГТУ «Военмех» им. Д. Ф. Устинова

## Дореволюционные университетские академические знаки
Дореволюционные университетские академические знаки делятся на две большие группы, которые правомерно рассматривать отдельно друг от друга: знаки для лиц, получивших учёные степени на медицинских факультетах, и знаки для лиц, получивших учёные степени на прочих факультетах.

#### Знаки медицинских факультетов
После введения в 1866 году нагрудных знаков для офицеров, окончивших военные академии (артиллерийскую, инженерную, морскую и другие), был введён подобный знак и для военных врачей, окончивших Военную медицинскую академию. 11 февраля 1871 года для военных врачей, окончивших Военную медицинскую академию, и имеющих степень доктора медицины, присвоенной в том числе и в Императорских российских университетах, Александром II был учреждён особый нагрудный знак, серебряный российский двуглавый орёл, помещённый в венок из лавровой и дубовой ветвей, на месте их пересечения ниже орла — золотая «гиппократова чаша»; по ветвям к чаше ползут две золотые змеи. Размеры знака в соответствии с официальным описанием — высота 50 мм, ширина 47 мм.
6 марта 1871 года было объявлено об утверждении императором специального знака для морских врачей, которым он выдавался на тех же условиях, что и их сухопутным коллегам, то есть при наличии степени доктора медицины. «Морской знак» был очень похож на «сухопутный», но имел незначительные отличия в рисунке хвоста орла и чаши (вид на чашу — словно несколько сверху, «заглядывая внутрь»).
В 1872 году право на ношение вышеупомянутых знаков распространилось на отставных и перешедших в другие ведомства военных (1 июля 1872) и морских (27 октября 1872) врачей — докторов медицины, при условии пятилетней выслуги в военном и морском ведомствах, даже если они выбыли из этих двух ведомств ещё до учреждения знаков.
В соответствии с положением Кабинета министров от 5 сентября 1881 года эти же знаки начали носить уже не только служащие и отставные военные и морские врачи, но и вообще все обладатели степени доктора медицины. «Морская» и «сухопутная» разновидности в это время перестали разделяться.
1 сентября 1895 года Кабинетом министров был одобрен проект специального знака для лиц, имевших степень магистра ветеринарных наук (которым не полагались ни знак доктора медицины, ни знак магистра «немедицинских» наук). 19 октября 1895 года проект утвердил император Николай II. Общая форма сохранилась от «медицинского докторского» знака, но орёл стал золотым, венок остался серебряным, а там, где ветви перекрещивались, место чаши занял золотой вензель «МВН» (буква «М», большего размера, лежит поверх букв «ВН»). Размеры знака по описанию — 50×39 мм.
С 15 февраля 1897 года знак для тех, кто получил в университете степень доктора медицины, стал выдаваться и тем, кто получил степень лекаря (равна степени магистра). Для докторов же медицины был учреждён новый знак, золотой двуглавый орёл в золотом лаврово-дубовом венке, на месте пересечения ветвей — покрытое голубой эмалью изображение «гиппократовой» чаши; змеи, ползущие к ней, также покрыты эмалью голубого цвета.
7 ноября 1897 года император Николай II утвердил очередной знак уже для ветеринарных врачей, серебряный орёл в золотом лавро-дубовом венке, на месте пересечения ветвей, вместо чаши, — переплетённые серебряные буквы «ВВ». Его размеры — 50×39 мм.
Последними дореволюционными университетскими знаками были знаки лиц, получивших степень магистра фармации или диплом провизора. Соответствующее положение Совета министров от 20 февраля 1908 года утвердил император Николай II. Знак магистра фармации, золотой венок из лавровой и дубовой ветвей, перевитых лентой, в нём помещается российский орёл из оксидированного серебра; на месте пересечения ветвей, ниже орла, находится белый эмалевый прорезной ромб с серебряным катом, на который положены золотые буквы «МФ». У знака провизора — венок серебряный, кант ромба золотой, вместо букв «МФ» — серебряная «П». Размеры знаков по утверждённому императором рисунку — 58×40 мм.
Крепление знаков к одежде обычно осуществлялось с помощью винта с гайкой.

#### Знаки немедицинских факультетов
7 июня 1885 года император Александр III утвердил положение Кабинета министров об установлении специальных «нагрудных знаков для награждения лиц, получивших в императорских российских университетах на историко-филологических, физико-математических, юридических факультетах и факультетах восточных языков учёные степени магистра или доктора наук».
18 июля 1885 года утверждены рисунки знаков, их официальное описание и правила ношения. В соответствии с описаниями и утверждёнными рисунками знак магистра наук представлял собой серебряный вытянутый по вертикали прорезной ромб, покрытый рельефным орнаментом в виде плетёного шнура. Внутри ромба находился, покрытый синей эмалью позолоченный («золотой») латинский крест с несколько расширяющимися к концам лопастями, над крестом крепился золотой лавровый венок, выше которого располагался серебряный российский двуглавый орёл. Орёл венчал знак, полностью был за пределами ромба и крепился к нему с помощью маленького кольца. Крест и ромб по официальному рисунку должны были быть единым целым. Ободок, окаймляющий эмаль на кресте, — двойной (внутренний — полированный, внешний — матовый). Ниже креста на ромбе помещалась золотая рельефная литера «М». Знак доктора наук был по форме аналогичен знаку магистра, но ромб и орёл изготавливались из золота, лавровый венок — из серебра, на нижнем углу ромба помещалась серебряная литера «Д». Размеры знаков по рисунку в ПСЗ: ромб — 54×37 мм, орёл — 22×18 мм. Оба знака односторонние, носились на одежде с помощью булавки, прикреплённой к оборотной стороне орла.
28 января 1886 года возникли новые разновидности этих знаков. По высочайшему повелению — «Об установлении нагрудного знака уменьшенного размера для лиц, состоящих на службе в военном ведомстве и имеющих нагрудные знаки высших и специальных учебных заведений, и правил ношения означенных нагрудных знаков и знаков Военных Академий» — в числе уменьшенных знаков оказались и знаки для лиц, удостоенных Императорскими российскими университетами учёных степеней доктора и магистра. 21 марта 1886 года военный министр П. С. Ванновский сообщил это мнение Сенату. Знак являлся уменьшенной копией своего «штатского» собрата. Размеры знака — 41×22 мм.
11 июня 1899 года утверждено положение Кабинета министров «Об установлении нагрудного знака для лиц, окончивших полный курс немедицинских факультетов Императорских Российских университетов». Новый знак обликом практически повторял знак 1885 года и отличался лишь покрытием ромба белой эмалью вместо орнамента и отсутствием буквы под крестом. Орёл должен был крепиться непосредственно к верхнему углу ромба, а крест предполагался как отдельная накладная деталь. Размеры по рисунку в ПСЗ — 58×35 мм. Знак крепился на одежде с помощью булавки. Появление этого знака не прекращало существование жетона, введённого для выпускников всех факультетов (1889), так как на знаке не указывалось, за окончание какого именно университета он был выдан.
8 сентября 1899 года император Николай II разрешил чинам морского ведомства носить знаки учёных степеней императорских российских университетов и Императорской Академии художеств, высших и специальных гражданских учебных заведений.
12 сентября 1899 года по «высочайшему повелению, объявленному военным министром», был учреждён «нагрудный знак уменьшенного размера, для генералов, штаб- и обер-офицеров, гражданских чиновников военного ведомства и нижних чинов, окончивших курс немедицинских факультетов Императорских российских университетов». Последний был по размерам в полтора раза меньше своего сугубо гражданского аналога — 41×22 мм.
Знаки учёных степеней полагалось носить справа на груди ниже орденских звёзд и знаков военных академий, но выше прочих нагрудных знаков. Знаки всех видов изготавливались за счёт владельцев на различных предприятиях и у частных мастеров, поэтому материал и размеры их варьировались. Помимо «стандартных» знаков, существовали и их «фрачные» копии, которые были меньше оригиналов приблизительно в два-три раза, для ношения в неофициальной обстановке.
После Февральской революции 1917 года на старых знаках удалялись короны с орла, либо снимался сам орёл. После Октябрьской революции 1917 года все прежние знаки отличия были упразднены советской властью.

#### Общие знаки выпускников университетов
30 декабря 1889 года появился особый знак для студентов выпускников всех факультетов (четыре года обучения, диплом 1-й или 2-й степени): был утверждён жетон за окончание курса университета. Жетон представлял собой золотой или позолоченный серебряный круг, увенчанный императорской короной. На аверсе жетона помещалось рельефное изображение государственного герба. На реверсе на трёх «площадках», разграниченных орнаментом в виде завитков, гравировались: по верхней полуокружности — название университета в виде аббревиатуры; по нижней полуокружности — инициалы и фамилия выпускника; в центре — дата окончания университета (год, месяц и число или только год). С обеих сторон жетона по краю круга шёл защитный бортик. Над короной находилось круглое ушко, к которому крепилась цепочка для ношения жетона в пуговичной петле. Диаметр круга по утверждённому рисунку — 18 мм, высота жетона с короной и ушком — 30 мм.

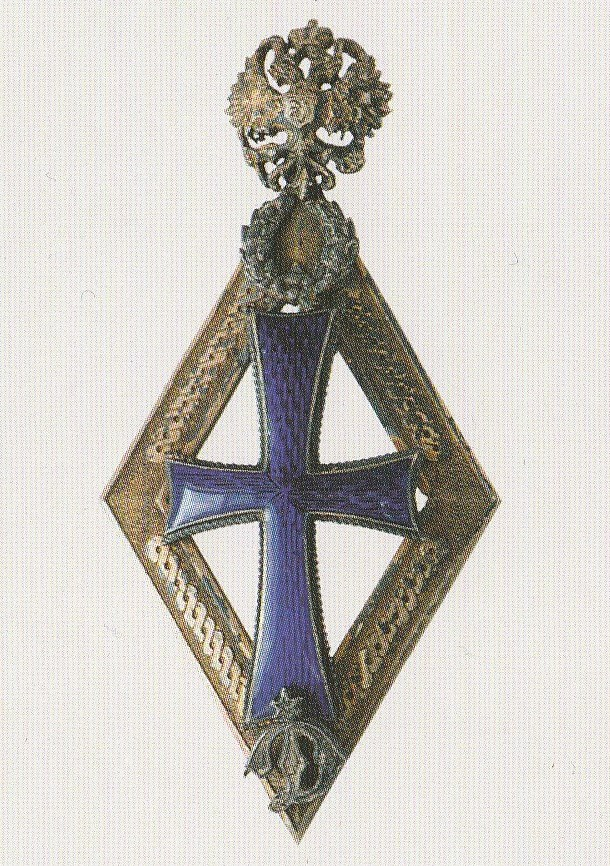
Знак доктора Императорского университета (1885)
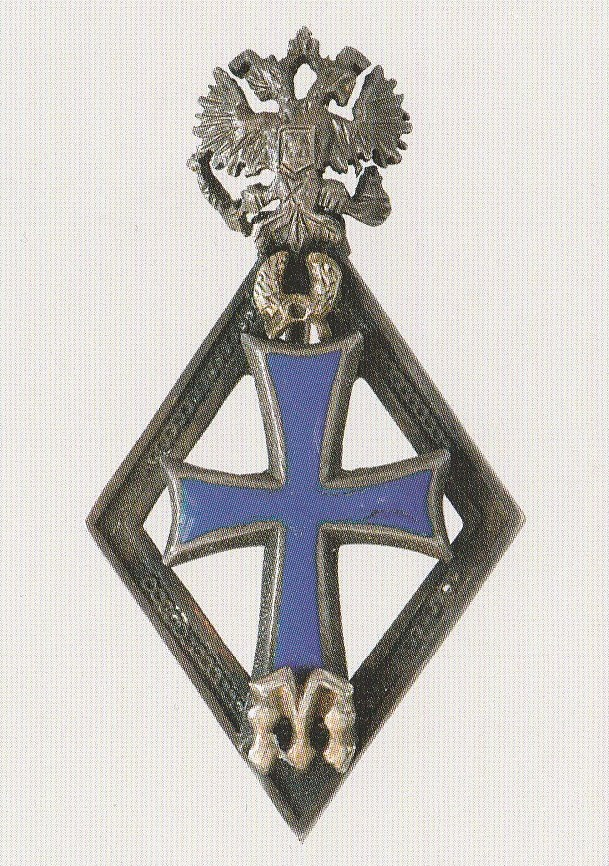
Знак магистра Императорского университета (1885)
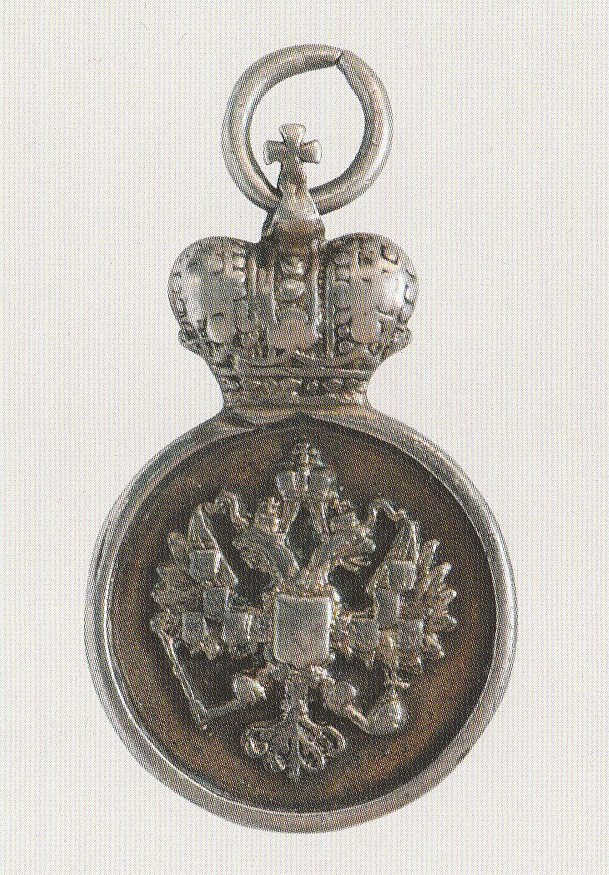
Жетон выпускника Императорского университета (1889)
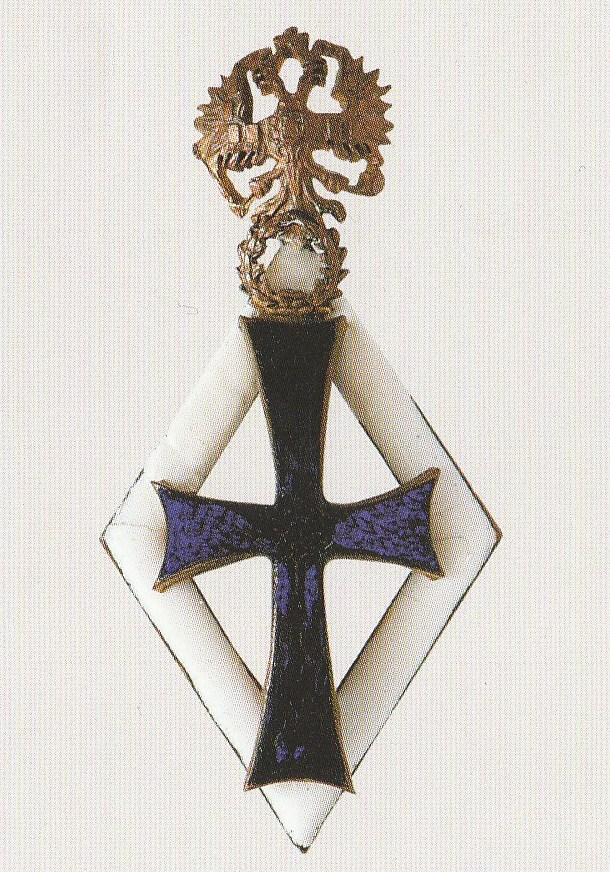
Знак выпускника Императорского университета (1899)

#### 1917 год
После Февральской революции 1917 года на старых знаках удалялись короны с орла, либо снимался сам орёл. После Октябрьской революции 1917 года все прежние знаки отличия были упразднены советской властью.